# Самбір (станція)
Са́мбір — вузлова дільнична залізнична станція 1-го класу Львівської дирекції Львівської залізниці на перетині ліній Стрий — Самбір — Чоп та Самбір — Хирів. Розташована в однойменному місті Львівської області.

## Історія
Станція відкрита 31 грудня 1872 року, як одна з основних станцій Дністрянської залізниці (Галицька Трансверсальна залізниця) на ділянці Хирів — Самбір — Стрий. 27 серпня 1903 року, з відкриттям руху лінією Львів — Самбір, перетворилася на вузлову.
12 травня 1908 року, о 06:55, зі станції Самібр вирушив пасажирський поїзд № 2118 у напрямку Львова. На вході на станцію Рудки поїзд із незрозумілих причин зайшов на станційну колію, на якій перебував вантажний склад із 16 завантажених вантажних вагонів. В результаті сильного удару два перші товарні вагони, завантажені картоплею, були сильно розбиті, а іще два товарних вагони зійшли із колії. Локомотив пасажирського поїзда, яким керував машиніст Млечко, був значно пошкоджений, один пасажирський вагон 3-го класу зійшов із рейок. Пасажирський склад не зазнав істотних пошкоджень. П'ятеро пасажирів були травмовані та близько 40 постраждалих звернулися за медичною допомогою. Пасажирським поїздом керували кондуктор Черни і старший кондуктор Ганас, обидва зі Львова. Також за медичною допомогою звернулася локомотивна і поїзна бригади. Зі Львова на місце аварії було відправлено рятувальний поїзд, в якому було четверо лікарів, які оглянули постраждалих. На місце аварії прибув керівник Львівської дирекції залізниць Рибіцький разом із начальником служби руху інспектором Векслером. Вони заявили, що чутки про диверсію не мають підстав. Пасажири прибули до Львова із запізненням в 4 години та 34 хвилини.
19 листопада 1904 року відкритий перший відтинок лінії Самбір — Сянки до станції Стрілки.
1967 року станція електрифікована постійним струмом (=3 кВ) в складі дільниці Львів — Самбір.
У 1987 році на перегоні Калинів — Самбір відбулося зіткнення вантажного поїзда, який прямував за маршрутом Клепарів — Самбір (локомотивна бригада у складі машиніста О. В. Стурова та його помічника М. М. Павлюка) із маневровим локомотивом та групою вагонів. Після тривалої стоянки на станції Калинів машиніст, не перевіривши дію гальм, продовжив рух поїзда. До кінцевого пункту було вже недалеко, проте машиніст та його помічник заснули та проїхали заборонений сигнал світлофора і на швидкості 65 км/год. зіштовхнулися із локомотивом, який в цей час виконував маневри із групою вагонів. Внаслідок аварії троє осіб отримали поранення, виведені з ладу новий електровоз ВЛ11 та група вагонів з різними вантажами. Загальна сума збитків від цієї аварії склала понад 500 тисяч гривень.
У 2023 році завершено капітальний ремонт  залізничної колії Держкордон (Загуж) — Хирів — Держкордон (Нижанковичі) та Самбір — Хирів з відновленням прилеглих об'єктів залізничної інфраструктури вартістю 516,5 млн грн.
20 травня 2024 року відновлено рух приміських поїздів сполученням Самбір — Нижанковичі та Самбір — Стар'ява як експеримент та вивчення пасажиропотоку.

## Лінії
Від станції Самбір відгалужуються чотири лінії:
- Самбір — Львів, одноколійна електрифікована, відкрита 1903 року, довжина 71 км.
- Самбір — Стрий, одноколійна електрифікована у 1973—1974 роках, відкрита 1872 року, довжина 61 км.
- Самбір — Чоп, одноколійна електрифікована 1968 року, побудована у декілька етапів у 1872—1905 роках, довжина 198 км.
- Самбір — Стар'ява, одноколійна неелектрифікована, відкрита 1872 року, довжина 37 км.